# Cathlamet
Cathlamet är administrativ huvudort i Wahkiakum County i delstaten Washington i USA. Vid 2010 års folkräkning hade Cathlamet 532 invånare.